# Szilágyszeg
Szilágyszeg (románul: Sălățig) falu Romániában, Szilágy megyében.

## Fekvése
Szilágy megyében, a Szilágy-patak mellett, Szilágycsehtől délre fekvő település.

## Története
Szilágyszeg (Szilágy-Szeg) nevét 1377-ben említették először az oklevelek Syladzeg néven. A település birtokosai ekkor Várvölgyi János fiai Balázs, Máté és Bálint voltak.
1440-ben Sándorházi Tamást, Balázst és Jánost a kolozsmonostori konvent iktatta be itteni birtok negyedébe.
1492-ben II. Ulászló király perújítást engedélyezett a Szilágyszegi Pál és Bydeskúthi László, Miklós és Mihály testvérek közt folyó perben.
1549-ben Szilágyszegi  Pál és Mihály és ifj. Pál birtoka volt.
1705-ben végzett összeíráskor nemesek voltak a településen Dobai Sándor, Újvári Gergely, Nagy Lajos, Török Sámuel, Kiss Sándor, László, István és János, Kis János, József és Veress Zsigmond voltak.
1718-ban ilosvai Dobai György és neje Szécsi Judit gyermekei osztoztak meg a szüleiktől kapott birtokrészen.
1732 előtt szilágyi Szegen Fodor András és neje szécsi Guti Zsuzsánna, majd ezek örökösei Fodor Zsigmond, János és Kata a település birtokosai. Az örökösök a birtokot 1733-ig felosztatlanul használták.
A tatárjárás idejéről fennmaradt szájhagyomány szerint a Bőnyéről és Sándorházáról a lakosok a tatárok elől a közeli erdőkbe menekültek, s a megmaradt lakosság később Szilágyszegre költözött.
A 2011-es népszámlálás adatai szerint 523 lakosából 303 román, 204 magyar anyanyelvű.

## Nevezetességek
- Református temploma - 1809-ben bővítették.
- Görögkatolikus fatemploma. - Anyakönyvet 1824-től vezetnek.
- az Árkosi Benkő család kúriája (jelenleg étterem és önkiszolgáló bolt)[forrás?]
- a Horváth család kúriája (jelenleg orvoslakás és háziorvosi rendelő)[forrás?]
- a református egyház által építtetett  Iszákosmentő Központ (nincs intézményesítve)[forrás?]